# Porta delle Lame
Porta delle Lame (pôrta däl Lâm in bolognese, meglio conosciuta semplicemente come Porta Lame), oggi Piazza VII Novembre 1944, è una delle porte della terza cinta muraria di Bologna.

## Storia
Porta Lame sorge nel punto in cui l'omonima via cambia nome in via Francesco Zanardi, in corrispondenza dell'incrocio con i viali di Circonvallazione. Venne edificata per la prima volta nel XIII secolo. La porta si trovava vicino al porto della città e alla salara, e dall'asse viario su cui venne eretta si raggiungeva la parte bassa della pianura (Trebbo di Reno, Castello d'Argile, Pieve di Cento), coperta da numerosi specchi d'acqua (da qui lame, che in latino significa palude).
In origine aveva un cassero coperto e nel 1334 fu dotata di due ponti levatoi, uno per i carri e uno per i pedoni. Con l'abbattimento del cassero medievale, fra il 1674 e il 1677 fu completamente ricostruita su progetto di Agostino Barelli ed è stato innalzato l'attuale edificio di stile barocco.
Il 7 novembre del 1944 i partigiani hanno intrapreso una dura battaglia contro l'esercito tedesco, riuscendo infine ad avere la meglio. La battaglia di Porta Lame viene ricordata come il più importante scontro fra le truppe nazifasciste e i partigiani all'interno di una città, durante la Seconda guerra mondiale.
Attraverso i lavori di restauro eseguiti fra il 2007 e il 2009, porta Lame è stata riportata agli antichi splendori.
All'esterno sono state collocate due statue in bronzo del 1947, opera di Luciano Minguzzi, dedicate al Partigiano e alla Partigiana: tratte dal monumento equestre in bronzo di Mussolini a cavallo di Giuseppe Graziosi, in origine erano collocate allo stadio Littoriale.
Porta Lame ospita dal 1995 il Museo speleologico Luigi Fantini del gruppo speleologico GSB-USB. Nel 2018 il museo è stato rinnovato.